# Élection du Conseil de sécurité des Nations unies de 2024
L'élection du Conseil de sécurité des Nations unies de 2024 a eu lieu le 6 juin 2024 lors de la 78e session de l'Assemblée générale des Nations unies, qui s'est tenue au siège des Nations unies à New York. L'élection visait à pourvoir cinq sièges non permanents au Conseil de sécurité de l'ONU pour des mandats de deux ans commençant le 1er janvier 2025. Conformément aux règles de rotation du Conseil de sécurité, selon lesquelles les dix sièges non permanents du Conseil de sécurité de l'ONU sont répartis entre les différents blocs régionaux dans lesquels les États membres de l'ONU se divisent traditionnellement à des fins de vote et de représentation, les cinq sièges à pourvoir sont répartis comme suit :
- Un pour l'Afrique
- Un pour le groupe Asie-Pacifique[1]
- Un pour l'Amérique latine et les Caraïbes
- Deux pour le Groupe Europe occidentale et autres

Les cinq membres siégeront au Conseil de sécurité pour le mandat 2025-2026.

## Candidats

### Groupe Afrique
- Somalie[2]
- Maurice[3]

### Groupe Asie-Pacifique
- Pakistan

### Groupe Europe occidentale et autres
- Danemark[4],[5]
- Grèce[6]

### Amérique latine et Caraïbes
- Panama[7]

## Voir également
- Liste des membres du Conseil de sécurité des Nations unies